# Horse Guards

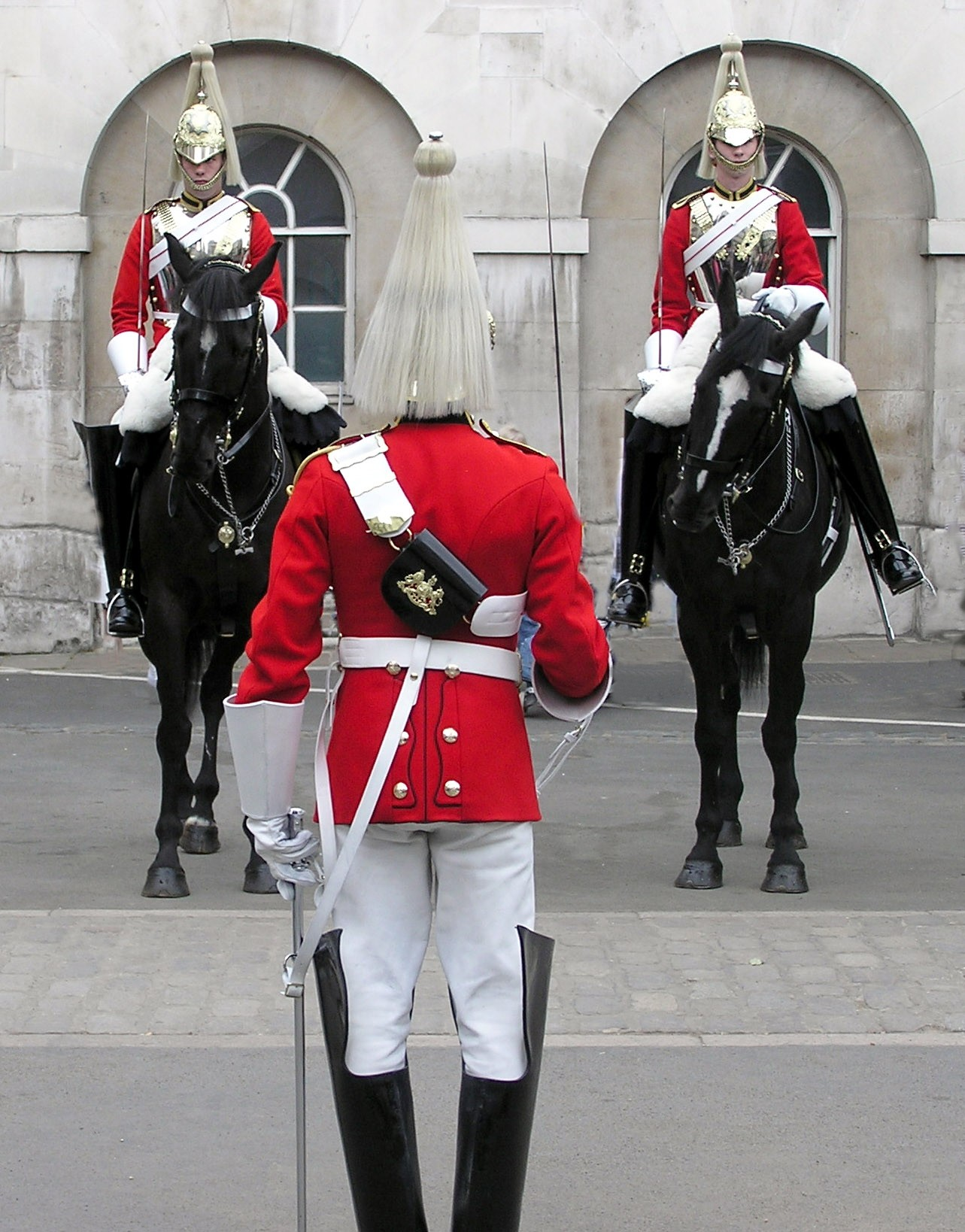
Life guards lors d'une relève de la garde.

Les Horse Guards sont une formation de l'armée britannique. Ils constituent la cavalerie de la Garde de la Maison du souverain (Household Division ou Division de la Maison royale) : ensemble des régiments de la Garde affectés à la protection de la famille royale au palais de Buckingham, à Londres et au château de Windsor. 
Cette Garde royale comprend actuellement un régiment de cavalerie (le Household Cavalry Regiment) et cinq régiments d’infanterie (les Foot Guards).
Le bâtiment des Horse Guards, situé sur Whitehall à deux pas de la résidence du premier ministre, est le quartier général de la garde de la reine et joue le rôle d'entrée officielle du palais royal de Buckingham. 
Les Horse-Guards sont les cuirassiers du régiment de cavalerie de la Maison Royale (Household Cavalry regiment), formé par l'amalgame des deux plus anciens régiments de l'armée britannique : 
- les Blues and Royals, en tunique bleue ;
- les Life Guards, en tunique rouge.

Les chevaux des deux régiments de Horse Guards sont noirs sauf ceux des trompettes qui sont gris.
Historiquement, l'appellation de Horse Guards est réservée aux seuls cavaliers du régiment « The Royal Horse Guards ».
À la différence de leurs homologues de la Garde républicaine française, rattachés à la Gendarmerie nationale, les militaires de la Garde sont présents, par roulement, sur tous les théâtres d’opérations militaires de l’armée britannique (Irlande du Nord, Malouines en 1982, Golfe en 1991, ex-Yougoslavie, Afghanistan, Irak…).

## Missions

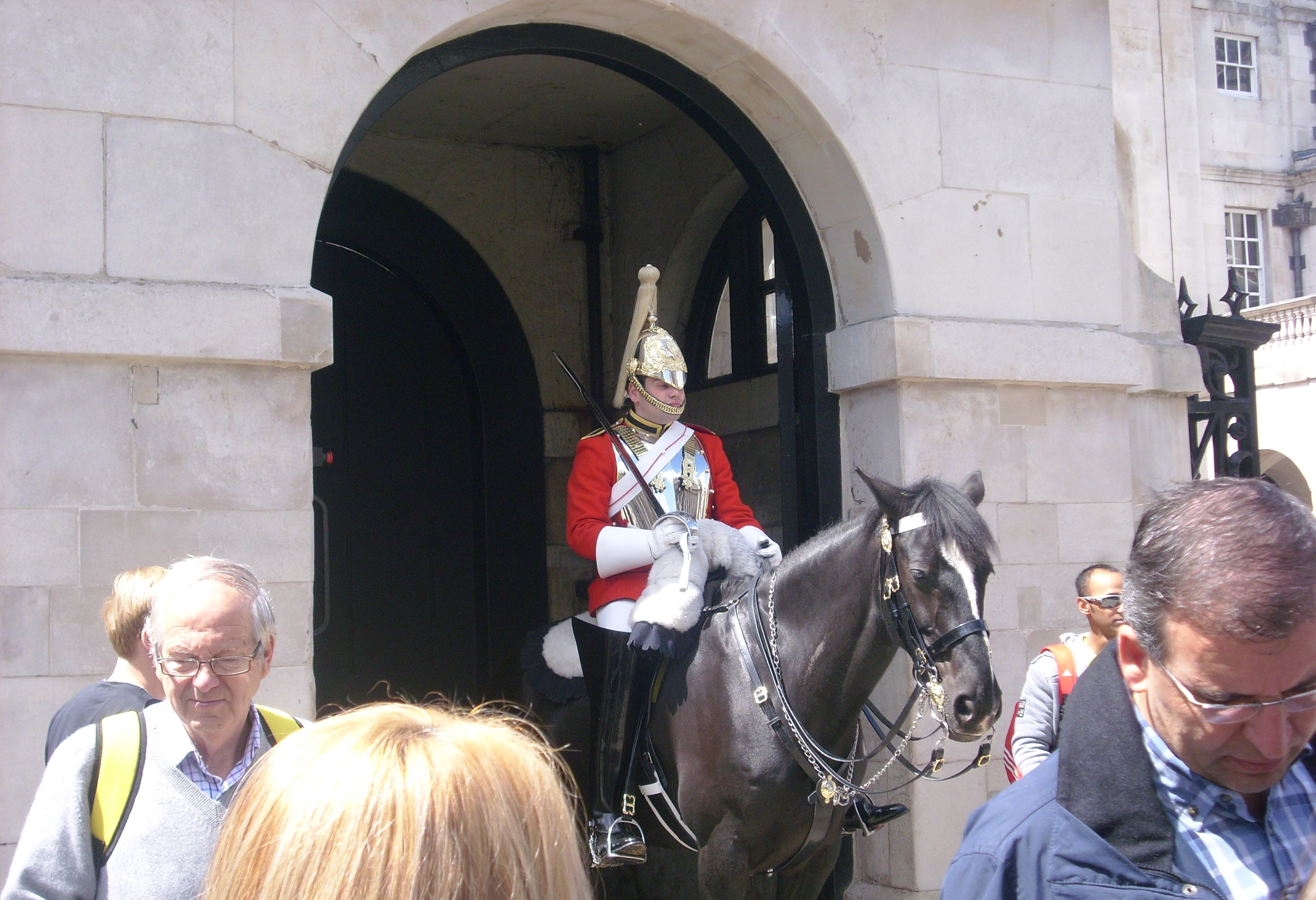
Cavalier des Horse Guards (remarquer le bouton rouge d'alerte).

Depuis 1992, les Blues and Royals sont amalgamés aux Life Guards et forment le Régiment de cavalerie de la Maison royale (Household Cavalry Regiment) tout en ayant conservé chacun des escadrons de tradition qui constituent le régiment monté (Cavalry Mounted Regiment) des Horse Guards chargé de l’escorte royale (Sovereign's Escort of the Household cavalry). 
Ce régiment monté, avec un effectif de 350 cavaliers, est l’équivalent britannique du régiment de cavalerie de la Garde républicaine française.
Le Household Cavalry Regiment est une unité de reconnaissance de l’armée blindée, qui sert sur les théâtres de guerre ou d'opérations extérieures (Balkans, Irak, Afghanistan).
Les Horse-Guards sont surtout connus pour leur rôle protocolaire. Depuis 1660, ils accompagnent à cheval le souverain britannique lors des cérémonies officielles. Les deux régiments formant l‘Escorte Royale de Cavalerie de la Maison Royale (Sovereign's Escort of the Household cavalry). 
Ils sont également chargés de monter la garde devant l'entrée officielle des palais Saint James et de Buckingham ainsi que devant le bâtiment des Horse Guards. Ce dernier était à l'origine situé aux portes du palais de Whitehall, résidence des monarques jusqu'à son incendie en 1698. Si les rois ont déménagé, les Horse-Guards y ont conservé leurs quartiers et chaque jour, à 11 heures 30 du matin, la relève de la garde consiste au changement de régiment en faction à Whitehall.
Remarque : Le 19 novembre 1940 sont créés les 1er et 2e Régiments de Cavalerie de la Garde (1st et 2nd Household Cavalry Regiment) formés à parts égales d’éléments des Life Guards et des Royal Horse Guards. Ils sont dissous en juillet 1945. Les Horse Guards et les Life Guards ne combattent donc jamais en unité constituée.
Le 1er RCG a participé à la guerre anglo-irakienne, à la campagne de Syrie puis à l'invasion anglo-soviétique de l'Iran en 1941. Il se bat en Afrique du Nord (Libye) en 1942 et participe notamment à la seconde bataille d’El-Alamein. Il stationne en Syrie en 1943 avant de combattre en Italie en 1943-1944. Puis il rentre en Angleterre en octobre 1944.
Le 2e RCG débarque en Normandie en juillet 1944, il participe à la campagne de France, de Belgique et de Hollande (batailles de Nimègue et d’Arnhem) puis à celle d’Allemagne comme unité de reconnaissance de la Brigade blindée de la Garde. 

### Formation
Les hommes sélectionnés pour servir dans les Horse-Guards sont formés pendant 4 mois aux pratiques de l'équitation avant de participer aux parades. 
Pour entrer dans la Household Calvalry, il faut effectuer ses classes militaires à la compagnie des gardes à Pirbright puis ceux qui deviendront gardes montés suivent 8 semaines de cours d'équitation et d'hippologie à Windsor alors que les autres pourront aussi intégrer l'un des deux régiments de la Household Cavalry après 6 semaines de formation à Bovington (blindés ou artillerie).
À Windsor, les futurs Horse Guards apprennent à s'occuper de leur cheval et établir une relation de respect avec l'animal avec lequel ils travailleront. Ils apprennent aussi les disciplines équestres, les manœuvres militaires à cheval (défilés). 
Quatre semaines supplémentaires en grande tenue de Horse-Guards terminent la formation. Après l'examen de passage, le garde est affecté à l'un des deux régiments, Life Guards ou Royal and Blues et rejoint les casernes situées en bordure de Hyde Park sur Knightsbridge (Hyde Park Barracks).
Il est aussi possible de devenir Horse-Guard après un premier service opérationnel dans les régiments.

## The Life Guards

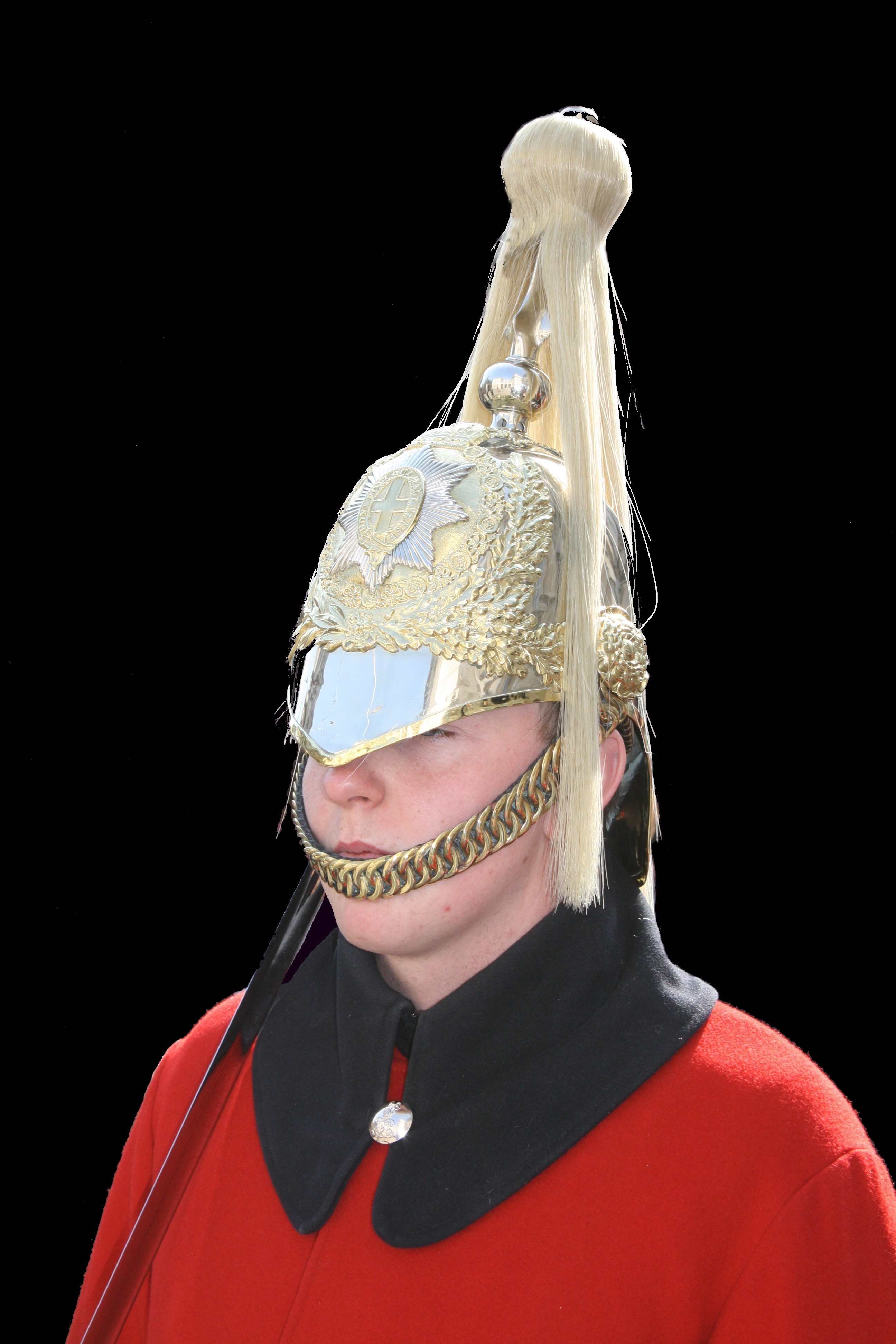
Un Life guard.

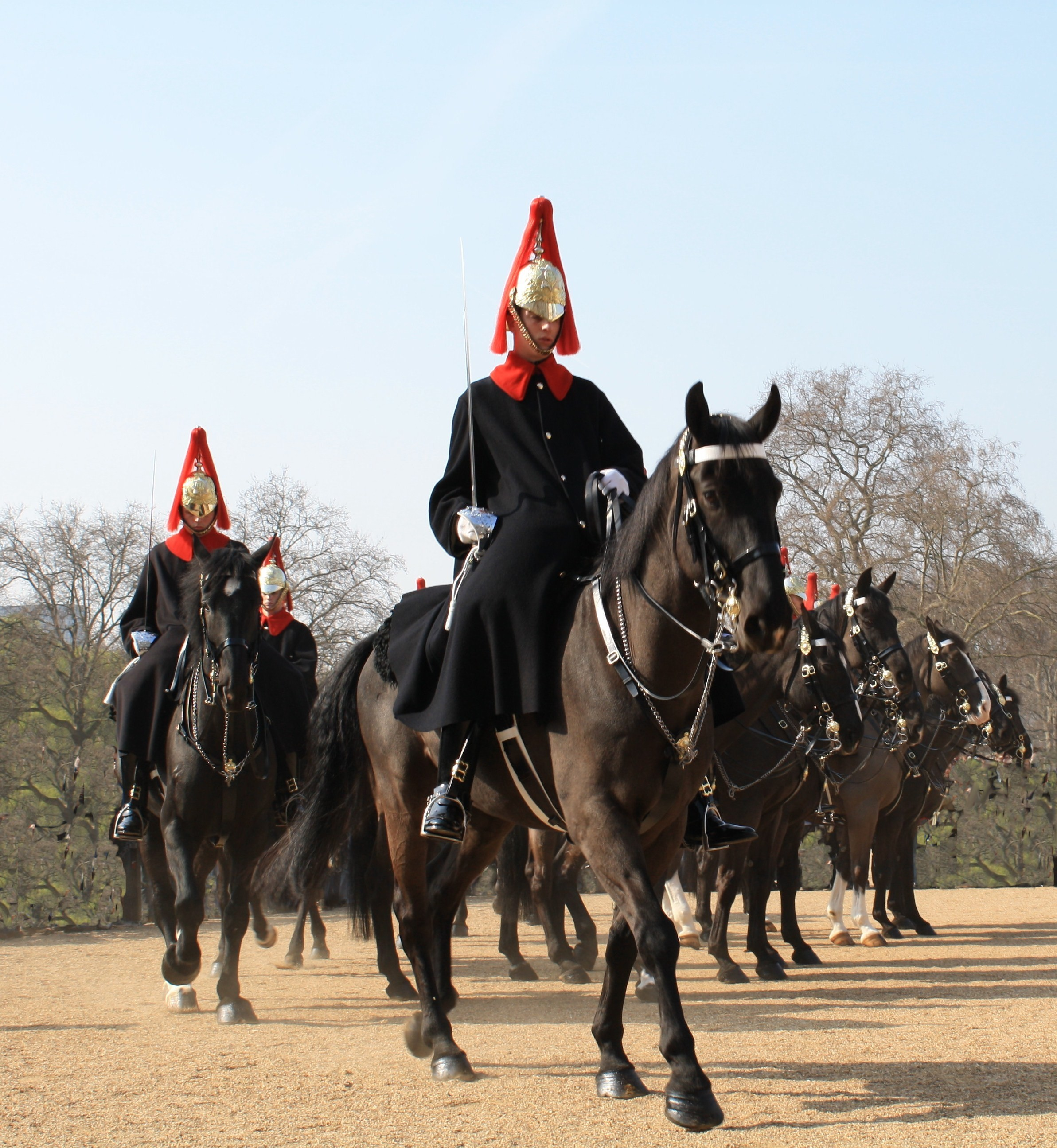
Relève de la garde à Whitehall.

Le régiment des Life Guards est le régiment le plus ancien de l'armée britannique. L'uniforme comporte une tunique rouge, un plumet blanc. Les chevaux portent une chabraque (tapis de selle) blanche pour les soldats, noire pour les officiers.

## The Blues and Royals
Les Blues and Royals ont été créés en 1969 à partir du régiment « The Royal Horse Guards » surnommé les bleus (The Blues) et du régiment des Dragons royaux (The Royal Dragoons dit « The Royals » ou first Dragons). La devise du régiment : « Honi soit qui mal y pense » (en français) était la devise des Royal Horse Guards.
La date anniversaire du régiment est le 18 juin en mémoire de la bataille de Waterloo, il a établi ses quartiers dans le bâtiment des Horse Guards à Whitehall, Londres. L'uniforme est composé d'une tunique bleue et d'un plumet rouge, la schabraque est noire pour tous les chevaux.

### Le régiment des Royal Horse Guards (The Blues)
Les Royal Horse Guards (les Blues) est un régiment descendant du Régiment de Cuirassiers de 1650. Le parlement ordonna alors que soit levé un régiment de cavalerie à New Castle et dans le comté de Durham afin de préparer la seconde invasion de l'Écosse. Une seconde levée eut lieu en 1661, sous le commandement d'Aubray de Vere, 20e comte d'Oxford. Elle porta un uniforme bleue rappelant la livrée de la maison de son chef.  
Cette appellation date de 1877 et ne concerne strictement que le régiment des Blues, créé en 1661 (Royal Regiment of Horse ou Oxford Blues). 
Il devient « Cavalerie de la Maison Royale » en 1813 sous le règne de George III, quand le duc de Wellington est colonel. 
Ce régiment est amalgamé en 1969 avec les Royal Dragoons pour former les Blues and Royals, littéralement les « Bleus et Royaux ». 
Les cavaliers portent une tunique bleu foncé - avec une aiguillette d’or sur l’épaule droite pour les officiers -, une culotte blanche, une cuirasse, un casque à crinière de cheval rouge et des bottes hautes de couleur noire. Leurs chevaux sont à chabraque (tapis de selle) noire.
Les Blues and Royals ont été amalgamés aux Life Guards en 1992, tout en gardant leurs spécificités vestimentaires, pour constituer le Household Cavalry Regiment.
Le lieutenant-colonel David Smiley fut chef de corps des Blues de décembre 1951 à décembre 1954.
Le prince Harry de Sussex a intégré le 8 mai 2005 l’Académie royale militaire de Sandhurst. Il a été nommé, le 12 avril 2006, sous-lieutenant (Cornet) des Blues.
Liste des noms de batailles inscrites sur le drapeau du Régiment des Blues :
- Dettingen, guerre de Succession d’Autriche (1742-1748)
- Warburg, guerre de Sept Ans (1756-1763)
- Beaumont et Willems, guerres de la Révolution française (1793-1804)
- Guerres de la Péninsule hispanique (1809-1813)
- Waterloo 1815,
- Tel el-Kebir (Égypte 1882)
- Libération de Kimberley et bataille de Paardeberg (Deuxième guerre des Boers 1899-1900)
- Première Guerre mondiale : Mons, Le Cateau, Retraite de Mons, Marne 1914, Aisne 1914, Messines 1914, Armentières 1914, Ypres 1914-1915-1917, Langemarck 1914, Gheluvelt, Nonne Bosschen, St Julien, Frezenberg, Loos, Arras 1917, Scarpe 1917, Broodseinde, Poelcappelle, Passchendaele, Ligne Hindenbourg, Cambrai 1918, Sambre, France et Flandres 1914-18
- Deuxième Guerre mondiale : Bagdad, Irak 1941 et Palmyre, Syrie 1941, El Alamein, Afrique du Nord 1942-43, Arezzo, avancée vers Florence, Ligne Gothique, Italie 1944, Mont Pincon, Souleuvre, franchissement du Noireau, Amiens 1944, Bruxelles, Neerpelt, Nederrijn, Nimègue, Lingen, Bentheim, Europe 1944-45.

### Le régiment des Royal Dragoons (1stDragoons)
Les Royals (ou The Royal Dragoons (1st Dragoons) est un régiment de dragons levé en 1661 par le Comte de Peterborough, en garnison à Tanger, dans l’actuel Maroc, pour combattre les Maures, sous le règne de Charles II, après la chute du régime de Cromwell. Tanger était une nouvelle possession de la couronne d'Angleterre à la suite du mariage du Roi avec Catherine de Bragance. Son nom initial était Troupe à cheval de Tanger (Tangier Troop of Horse). Il regagna Londres en 1683 et prit le nom de Régiment Royal de Dragon en 1690 (The Royal Regiment of Dragoons). 
L'appellation actuelle date de 1961. 
Le régiment prit part à de nombreuses guerres ou interventions à l'étranger : 
- Guerre de Succession d'Autriche (1740-1748) ;
- Guerre d'Espagne (1808-1814) ;
- Bataille de Waterloo (1815) ;
- Guerre de Crimée (1854-1855) ;
- Guerre des Boers en Afrique du Sud (1899-1902) ;
- Première Guerre mondiale (1914-1918) (Flandres) ;
- Seconde Guerre mondiale (1939-1945) (Guerre du désert en 1941, bataille d'El Alamein, Débarquement de Normandie en 1944, Danemark).

Les cavaliers portaient une tunique rouge, une culotte bleu jarretière avec une bande jaune qui courait de haut en bas de la jambe, un casque à crinière de cheval noire et des bottes basses de couleur noire. Quand le régiment est amalgamé aux Blues en 1969 pour former les Blues and Royals, les soldats adoptent la tunique des Blues sur la manche gauche de laquelle est rajouté un aigle brodé, emblème du régiment qui captura en 1815, à Waterloo, les couleurs du 105e Régiment de ligne français.

### Depuis la fusion
Depuis 1969, le régiment a servi à Windsor, en Irlande du Nord, en Allemagne, à Chypre et lors de la guerre des Malouines (Falklands) en 1982. 
Le régiment possède deux escadrons à Windsor et un escadron de cérémonie à Londres. De plus, des escadrons blindés sont engagés sur les théâtres d'opérations extérieures où sert l'armée britannique (Bosnie, Kosovo, Afghani
Traditionnellement, les montures sont des chevaux irlandais produits du croisement de chevaux de trait irlandais avec des pur-sang. Les robes sont noires, grises, alezanes ou baies. Les balzanes blanches et les marques sur la face sont évitées. Chaque unité a des chevaux de la même robe. Du fait de la pénurie de chevaux irlandais, la commission d'achat militaire se fournit aussi en Allemagne et achète des hanovriens et des holsteiners. Les chevaux mesurent de 1,54 à 1,64 m (15,2 à 16,2 paumes) et doivent être en mesure de porter 95 à 101 kg (15 à 16 stones).
Les timbaliers ont les chevaux les plus grands qui mesurent 17 paumes. Ce sont des Clydersdales ou des Shires, purs ou croisés, à la robe rouanne tirant sur le gris ou sur le rouge, avec des reflets blancs, à la face et aux balsanes blanches. Les chevaux des trompettes sont gris .